# Депортиво Галисия
Депортиво Галисия (исп. Deportivo Galicia), более известный как Универсидад Сентраль, — бывший венесуэльский футбольный клуб, представлявший столицу страны Каракас.

## История
Футбольный клуб «Депортиво Галисия» был основан 19 сентября 1960 года. Клуб четырежды выигрывал Чемпионат Венесуэлы по футболу и 5 раз Кубок Венесуэлы по футболу в период с 1964-го по 1981-й год. «Депортиво Галисия» принимала участие в 9 розыгрышах Кубка Либертадорес в период с 1965-го по 1980-й год. В 1980-е годы начался медленный спад в результатах команды, усугубляемый финансовым кризисом. В сезоне 2001/2002 клуб переезжает из Каракаса в Маракай, меняя название на «Галисия де Арагуа». В 2002 году на её базе появляется новый клуб «Арагуа». 

## Достижения
- Чемпион Венесуэлы: 4

1964, 1969, 1970, 1974
- Обладатель Кубка Венесуэлы: 5

1966, 1967, 1969, 1979, 1981